# وليمة بلشاصر (رامبرانت)
وليمة بلشاصر هي لوحة زيتية رسمها رامبرانت في الفترة من 1635 حتى 1638، اللوحة حالياً ضمن مقتنيات المعرض الوطني في لندن.